# 六本木ティーキューブ
六本木ティーキューブ（ろっぽんぎティーキューブ）は、東京都港区六本木三丁目にある超高層ビルである。

## 概要
首都高速道路谷町ジャンクションに面した日本アイ・ビー・エム別館跡地に三井不動産と日本サムスンとの共同事業で建設され、2003年10月に完成した。建物名称は所在地の六本木三丁目や事業者の三井不動産と日本サムスン（三星）、用途がオフィス・商業・サービスアパートメントの3種類であるなど3にまつわる事柄が多いことから、3を表す Tri- の頭文字と、3乗を意味するキューブから名付けられた。日本サムスン、富士フイルムビジネスイノベーション、パーソルラーニングがオフィスを置くほか、22階以上の上層階にはオークウッドジャパンによる54戸のサービスアパートメントがある。東京メトロ南北線六本木一丁目駅とは地下通路で直結している。2015年、日本サムスンが持ち分を売却し、飯田橋の賃貸物件に移動した。